# 巴尔多斯
巴尔多斯（法語：Bardos，法語發音：[baʁdɔs]）是法国大西洋比利牛斯省的一个市镇，位于该省西北部，属于巴约讷区。

## 地名
该地名“Bardos”发音为[baʁdɔs]，字母“s”发音，《世界地名翻译大辞典》与《世界地名译名词典》将其误译作“巴尔多”。

## 地理
巴尔多斯（43°28'30"N, 1°12'13"W）面积42.53 平方千米，位于法国新阿基坦大区大西洋比利牛斯省，该省份为法国东南部省份，涵盖了贝阿恩与北巴斯克，西临大西洋比斯開灣，北至朗德省，东北接热尔省，东临上比利牛斯省，南与西班牙接壤。
与巴尔多斯接壤的市镇（或旧市镇、城区）包括：于尔特、阿斯坦格、比达什、吉什、阿斯帕伦、克莱朗斯堡、奥雷格。
巴尔多斯的时区为UTC+01:00、UTC+02:00（夏令时）。

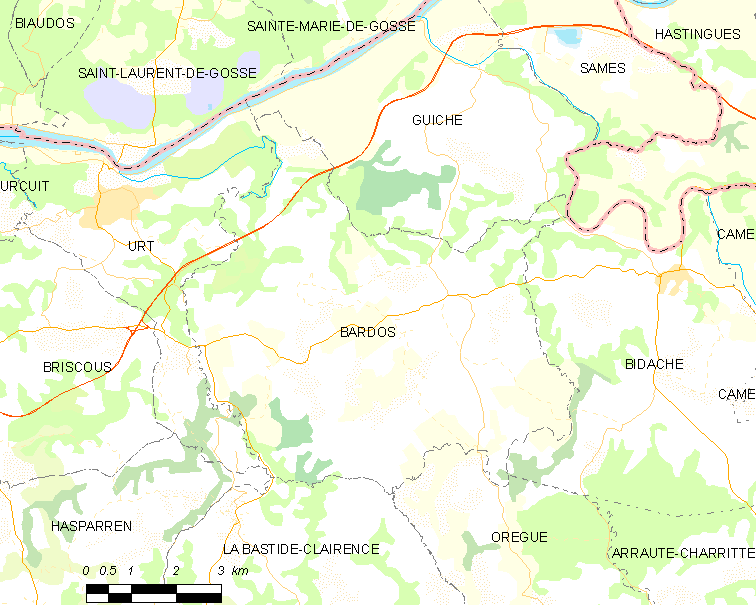
巴尔多斯的OSM定位图

## 行政
巴尔多斯的邮政编码为64520，INSEE市镇编码为64094。

## 政治
巴尔多斯所属的省级选区为尼夫-阿杜尔县。

## 人口

1962-2008年间巴尔多斯人口变化图示

巴尔多斯于2022年1月1日时的人口数量为1905人。